# Macrostomum lewisi
Macrostomum lewisi är en plattmaskart. Macrostomum lewisi ingår i släktet Macrostomum och familjen Macrostomidae. Inga underarter finns listade i Catalogue of Life.